# Combustibil
Din punct de vedere chimic , combustibilii sunt materiale care prin reacția chimică cu alte substanțe eliberează energia stocată în structură sub formă de căldură sau care poate fi utilizată ca lucru mecanic.
În industria energetică prezintă importanță combustibilii energetici, la care căldura degajată prin ardere poate fi utilizată avantajos din punct de vedere tehnico-economic.

## Clasificare
După starea de agregare combustibilii se clasifică în combustibili solizi, lichizi și gazoși. 
La combustibilii solizi și lichizi compoziția se exprimă în fracții (sau procente) masice, iar proprietățile lor fizice și chimice se exprimă raportate la un kilogram (kg). La combustibilii gazoși compoziția se exprimă în părți (sau procente) volumice, iar proprietățile lor fizice și chimice se exprimă raportate la un metru cub normal (m3N).
După modul de obținere combustibilii se împart în naturali și artificiali.
După puterea calorică inferioară raportată la masa inițială combustibilii se clasifică în:
- combustibili inferiori, cu putere calorifică inferioară sub 12,56 MJ/kg (3000 kcal/kg),
- combustibili medii, cu putere calorifică inferioară între 12,56 – 20,93 MJ/kg (3000 – 5000 kcal/kg),
- combustibili superiori, cu putere calorifică inferioară peste 20,93 MJ/kg (5000 kcal/kg).

### Combustibilii solizi
Dintre combustibilii solizi naturali fac parte biomasa din plante arse ca atare (paie, lemn), cărbunii, șisturile combustibile. Sunt considerați combustibili artificiali mangalul, cocsul și semicocsul, brichetele de cărbune, deșeurile combustibile solide (rumeguș, talaș, coji de semințe, puzderii etc.), combustibilii pentru rachete solizi.

### Combustibili lichizi
Singurul combustibil lichid natural este considerat țițeiul. Sunt considerați combustibili artificiali benzina, petrolul lampant, combustibilul pentru aviație, motorina, combustibilul lichid ușor, gazul petrolier lichefiat, păcura, metanolul, combustibilii pentru rachete lichizi.

### Combustibili gazoși
Dintre combustibilii gazoși naturali fac parte gazul natural și gazele de sondă. Sunt considerați combustibili artificiali gazul de furnal, gazul de cocserie, gazele de rafinărie, hidrogenul. 